# Сталинская премия за выдающиеся изобретения (1941)
В 1941 году были названы лауреаты Сталинской премии за выдающиеся изобретения, в том числе военные, в период последних 6—7 лет в Постановлении Совета народных комиссаров СССР от 14 марта 1941 года «О присуждении Сталинских премий за выдающиеся изобретения» (опубликовано в газете «Известия» 15 марта 1941 года).

## Первая степень
Сумма вознаграждения — 100 000 рублей. В рамках премии внимание уделили 20 разработкам; в целом первой степенью наградили 35 человек.
1. Березин, Михаил Евгеньевич, конструктор ЦКБ-14, — за разработку новых типов стрелкового авиавооружения
2. Грабин, Василий Гаврилович — за разработку новых типов артиллерийского вооружения
3. Дегтярёв, Василий Алексеевич — за изобретение новых образцов стрелкового вооружения
4. Дикушин, Владимир Иванович, главный конструктор завода «Станкоконструкция», — за изобретение и разработку новых конструкций металлорежущих станков
5. Климов, Владимир Яковлевич — за разработку нового авиационного мотора
6. Котин, Жозеф Яковлевич, начальник КБ Кировского МСиМЗ, — за разработку конструкции нового типа тяжёлого танка
7. Лавочкин Семён Алексеевич, Горбунов, Владимир Петрович и Гудков, Михаил Иванович — за разработку новой конструкции самолёта («ЛаГГ-3»)
8. Матвеев, Василий Андрианович, Скафа, Пётр Владимирович и Филиппов Дмитрий Иванович, инженеры НКУП СССР, — за разработку метода ПГУ
9. Микоян, Артём Иванович и Гуревич, Михаил Иосифович — за разработку новой конструкции самолёта («МиГ-3»)
10. Микулин, Александр Александрович — за разработку новой конструкции авиационного мотора
11. Патон, Евгений Оскарович, действительный член АН УССР, — за разработку метода и аппаратуры скоростной автоматической электросварки
12. Петляков, Владимир Михайлович — за разработку конструкции самолёта («Пе-2»)
13. Поликарпов, Николай Николаевич — за разработку конструкций самолётов
14. Соболев Михаил Николаевич, Красильников, Николай Степанович, Гассар, Николай Сергеевич, Блинов Юрий Иванович, Большаков, Кирилл Андреевич, научные сотрудники Гиредмет; Лурье, Исаак Лазаревич, инженер, Матвеев, Григорий Семёнович, Миллер, Виктор Яковлевич, Любченко, Павел Андреевич, сотрудники Уральского ИЧМ; Ходыко, Андрей Демьянович, директор ВАМИ, — за разработку метода производства феррованадия
15. Токарев, Фёдор Васильевич — за разработку конструкции нового типа стрелкового вооружения
16. Фаворский, Алексей Евграфович, действительный член АН СССР, — за разработку промышленного метода синтеза изопренового каучука
17. Шорин, Александр Фёдорович, научный сотрудник НИИ-10, — за создание аппаратуры для механической записи на плёнку и воспроизведения звука
18. Шпитальный, Борис Гаврилович и Комарицкий, Иринарх Андреевич — за разработку новых типов авиавооружения (ШКАС)
19. Яковлев, Александр Сергеевич — за разработку новой конструкции самолёта («Як-1»)
20. Яковлев, Владимир Михайлович, главный конструктор ЦИАМ, — за разработку конструкции авиационного дизеля

## Вторая степень
Сумма вознаграждения — 50 000 рублей. В рамках премии были отмечены 32 разработки. В целом второй степенью наградили 67 человек.
1. Аксельрод, Григорий Семёнович, рабочий, — за изобретение автомата для изготовления цепочек Галля
2. Акулов, Николай Сергеевич, действительный член АН БССР, профессор МГУ имени М. В. Ломоносова, — за применение разработанной им теории ферромагнетизма к дефектоскопии материалов
3. Архангельский, Александр Александрович, — за разработку новой конструкции самолёта («СБ»)
4. Вольфкович, Семён Исаакович, член-корреспондент АН СССР, Логинова, Анна Ивановна и Поляк, Александр Михайлович, сотрудники ИУИ имени Я. В. Самойлова, — за разработку технологического процесса комплексного использования фосфатного сырья с получением фосфорных и азотных удобрений, кремнефторида натрия и редких земель
5. Гамбурцев, Григорий Александрович, профессор ИТГИАН, — за разработку метода и аппаратуры для сейсмической разведки
6. Гартц, Анатолий Андреевич и Яковлев, Борис Владимирович, сотрудники НИИ-24, — за изобретение нового типа боеприпасов
7. Доллежаль, Владимир Антонович, главный конструктор ЦИАМ — за разработку конструкций редукторов к моторам
8. Дмитриевский, Вячеслав Иосифович, главный конструктор ЦИАМ, — за разработку конструкций турбокомпрессоров и нагнетателей для авиамоторов
9. Жданов, Леонид Афанасьевич, сотрудник Донской Селекционной станции, — за выведение высокоурожайных и высокомасличных сортов подсолнечника и других масличных культур
10. Иванов Семён Павлович, сотрудник студии «Союздетфильм», — за изобретение безочкового стереоскопического кино
11. Ильюшин, Сергей Владимирович — за разработку конструкции самолётов
12. Казарновский, Исаак Абрамович, член-корреспондент АН СССР, и Никольский, Геннадий Павлович, научный сотрудник ФХИ имени Л. Я. Карпова, — за изобретение нового метода регенерации воздуха
13. Канаш, Сергей Степанович, сотрудник ВНИХИ, — за выведение высокопродуктивных сортов хлопчатника
14. Кобзарев, Юрий Борисович, Погорелко, Павел Александрович и Чернецов, Николай Яковлевич, научный сотрудник ЛФТИ, — за изобретение прибора для обнаружения самолётов
15. Ландсберг, Григорий Самуилович, член-корреспондент АН СССР, — за разработку метода спектрального анализа для определения состава сплавов и спецсталей
16. Лобанов, Николай Александрович, начальник ОКБ завода НКЛП СССР, — за разработку парашюта для авиации
17. Логинов Михаил Николаевич (посмертно), бывший главный конструктор, Локтев, Лев Абрамович, главный конструктор завода № 8, — за конструкцию новых образцов артиллерийского вооружения
18. Матросов, Иван Константинович, начальник КБ НИИПВХ НКПС СССР, — за изобретение тормоза и концевого крана
19. Ольшанский, Михаил Александрович и Губенко, Иван Харлампиевич, научный сотрудник ВСГИ, — за выведение сорта хлопчатника «Одесский № 1» для новых районов хлопкосеяния
20. Островский, Анатолий Павлович, инженер НКНП СССР, и Александров Николай Васильевич, н. с. ВЭИ, — за изобретение электробура
21. Победоносцев, Юрий Александрович, Гвай, Иван Исидорович, Шварц, Леонид Эмильевич, Пойда, Фёдор Николаевич, Артемьев, Владимир Андреевич, Павленко, Алексей Петрович, Попов Александр Сергеевич и Пономаренко Александр Сергеевич, сотрудники НИИ № 3; Лобачёв, Леонид Петрович, инженер 8-го главного управления ВВС РККА, и Малов, Михаил Фёдорович, конструктор, — за изобретение по вооружению самолётов
22. Приданцев, Михаил Васильевич, руководитель термической лаборатории ИКСФ, Минкевич, Николай Анатольевич, профессор МИС имени И. В. Сталина, Кузнецов Василий Васильевич, бывший инженер Главспецстали, Голиков, Игорь Николаевич, сотрудник исследовательской лаборатории завода «Электросталь», Хабахпашев, Артемий Александрович и Шейнин, Борис Ефимович, инженеры НКССП СССР, Блохин, Николай Александрович, главный инженер Главспецстали НКЧМ СССР, Остапенко, Анна Владимировна, инженер завода «Электросталь», — за изобретение стали марок «ЭИ-75», «ЭИ-262», «ЭИ-184»
23. Семёнов, Дмитрий Семёнович, мастер Московского завода «Калибр», — за изобретение станка для окончательной доводки плоскопараллельных концевых мер (плиток Иогансона)
24. Слонимский, Вениамин Яковлевич, инженер-конструктор НАТИ, — за разработку конструкции гусеничного трактора «СТЗ-НАТИ»
25. Смирнов Николай Дмитриевич, и Родионов, Владимир Тимофеевич, научный сотрудник НИИ-10; Грановский, Вениамин Львович и Вульфсон, Константин Семёнович, научный сотрудник ВЭИ, — за изобретение нового типа теплопеленгатора
26. Соловей, Фёдор Максимович, научный сотрудник ВНИИСП, — за изобретение универсальных культиваторов-растениепитателей
27. Тищенко, Вячеслав Евгеньевич (посмертно), бывший действительный член АН СССР, Коротов, Сергей Яковлевич, Грехнев, Михаил Александрович и Рудаков, Георгий Александрович, научный сотрудник ВНИИССГП, — за изобретение изомеризационного метода синтеза камфоры из скипидара
28. Чекмарёв, Александр Петрович, Жердев, Иван Тихонович и Добровольский, Михаил Николаевич, научные работники ДМетИ, — за изобретение аппарата для точной прокатки и прокатки по минимальным допускам
29. Чупахин, Тимофей Петрович, главный конструктор завода, — за разработку новой конструкции дизеля
30. Шпагин, Георгий Семёнович, конструктор, — за изобретение нового типа вооружения («ППШ»)
31. Щепотьев, Кузьма Никитич и Иванов, Василий Павлович, инженеры НКУП СССР, — за разработку метода бурения скважин большого диаметра
32. Якименко, Николай Маркович, Осмер, Александр Алексеевич и Якшин, Алексей Иванович, инженеры НИИ-10, — за разработку конструкции силовых синхронно-следящих передач

## Третья степень
Сумма вознаграждения — 23 000 рублей. В рамках премии были отмечены 26 изобретений. В целом премией третьей степени наградили 65 человек.
1. Белопольский, Аншель Петрович, Александров, Николай Петрович, Поляк, Александр Михайлович, Шпунт, Софья Яковлевна и Урусов, Виталий Васильевич, научный сотрудник ИУИ имени Я. В. Самойлова, — за разработку метода получения сульфата аммония и соды из мирабилита
2. Бочвар, Андрей Анатольевич, член-корреспондент АН СССР и Спасский, Анатолий Григорьевич, доцент МИЦМИЗ, — за изобретение метода кристаллизации сплавов под давлением
3. Гейро, Абрам Борисович, главный инженер ЦКБ № 36, — за изобретение в области вооружения
4. Гинсбург, Александр Николаевич, профессор ВАХЗ РККА имени К. Е. Ворошилова, — за изобретение препарата для терапии кожных покровов от ожогов
5. Гудвил, Сергей Валерианович, сотрудник Льговской опытной селекционной станции, — за выведение высокоурожайных и высокосахаристых сортов сахарной свёклы
6. Долгоплоск, Борис Александрович, инженер завода СК № 1 НКХП СССР, и Догадкин, Борис Аристархович, профессор МИТХТ имени М. В. Ломоносова, — за разработку метода получения латекса из синтетического каучука
7. Зусмановский, Савелий Александрович, Кацман Яков Абрамович, Мошкович, Сергей Миронович, инженеры завода НКЭП СССР, — за изобретение низковольтных приёмно-усилительных ламп
8. Каплан, Григорий Еремеевич, Кроль, Полина Лазаревна, Ардашев, Николай Иванович, Муханцева, Варвара Владимировна и Скляренко, Сергей Иванович, сотрудники ГИРМ, — за разработку электролитического метода получения сурьмы высокой чистоты
9. Кибель, Илья Афанасьевич, профессор, научный сотрудник ГГО имени А. И. Воейкова, — за разработку нового метода предсказания погоды, основанного на уравнениях аэродинамики
10. Китайгородский, Исаак Ильич, профессор МХТИ имени Д. И. Менделеева, — за разработку метода интенсификации процесса варки и выработки стекла
11. Коган, Гирш Михелевич и Монозон, Семён Маркович, инженеры НКХП СССР, — за разработку нового катализатора для промышленности синтетического каучука
12. Коноваленко, Павел Семёнович, Хадык, Михаил Исидорович, Жемочкин, Александр Иванович, н. с. ЦНИИКП, Басс, Исаак Беркович, главный инженер кожевенного завода имени Л. М. Кагановича, Беркман, Яков Павлович, профессор, и Толкачёв, Дмитрий Викторович, сотрудник УНИИКП, — за работы по замене растительных таннинов нерастительными
13. Коропальцев, Николай Васильевич, мастер завода резино-технических изделий НКХП СССР, — за разработку промышленного метода литья резиновых изделий под давлением
14. Любимов, Борис Александрович и Подгорский, Николай Иванович, инженеры завода имени М. И. Калинина, — за изобретение метода отливки цилиндрических деталей из легированной стали центробежным способом
15. Макаров, Сергей Захарович, Лужная, Нина Петровна, Седельников, Георгий Степанович, Куненков, Серафим Иванович и Фрадкина, Хана Борисовна, сотрудники ИОНХАН именни Н. С. Курнакова, — за изобретение способа получения высокоактивного гипохлорита кальция
16. Некрасов, Зот Ильич, научный сотрудник ДМетИ, — за изобретение способа вдувания колошниковой пыли в доменную печь
17. Ормонт, Борис Филиппович, Шафран, Илья Григорьевич, Реков, Алексей Иванович, н. с. ФХИ имени Л. Я. Карпова, — за изобретение метода получения мелкокристаллического карбида бора — заменителя алмаза
18. Петрянов-Соколов, Игорь Васильевич и Розенблюм, Наталья Дмитриевна, н. с. ФХИ имени Л. Я. Карпова, — за разработку нового метода получения волокнистых материалов
19. Познанская, Валерия Сергеевна, инженер НКЧМ СССР, — за разработку метода получения высококачественного кокса из неспекающихся марок топлива
20. Пономарёв, Николай Георгиевич, научный сотрудник ГАО, и Максутов, Дмитрий Дмитриевич, сотрудник ГОИ, — за создание астрономических и оптических приборов
21. Русинов, Михаил Михайлович, сотрудник ЦНИИГАиК, — за изобретение аэрофотосъёмочных объективов «Руссар—21—22—23—24»
22. Спиридонов, Павел Маркович, научный сотрудник ФХИ имени Л. Я. Карпова, — за изобретение нового типа элемента воздушной деполяризации
23. Сухоруков, Александр Иванович, директор, Деханов, Николай Михайлович, главный инженер Челябинского ферросплавного завода, Байчер, Михаил Юрьевич, инженер НКЭП СССР, — за изобретение способа производства малоуглеродистого феррохрома
24. Сычев, Леонид Фёдорович, Кудрявцев, Владимир Самуилович, Трофимов, Иван Васильевич, Маркус, Михаил Ильич, Аладышкин, Евгений Ильич, Умиков, Захарий Нерсесович и Василевский, Альфред Сигизмундович, инженеры завода «Водтрансприбор», и Кузьмин, Павел Петрович, сотрудник НИМИС, — за изобретение прибора ультразвуковой связи
25. Усюкин, Иван Петрович, руководитель кафедры МИХМ, — за разработку метода интенсификации производства азотной кислоты
26. Черняк, Мендель Гиршевич, Иофе, Симон Израилевич, Асланова, Маргарита Семёновна, Беляев Сергей Николаевич, сотрудники ГЭИС, и Холмогоров, Гавриил Михайлович, главный инженер резино-ткацкой фабрики № 1, — за изобретение промышленного способа производства пряжи и ткани из непрерывного стеклянного волокна